# Plateozaury
Plateozaury, Plateosauridae - rodzina głównie triasowych roślinożernych prozauropodów.

## Wielkość
Od 5 m (muszaur) do kilkunastu metrów długości.

## Pożywienie
Plateozaury odżywiały się roślinami.

## Występowanie
Większość przedstawicieli tej rodziny żyło w triasie, aczkolwiek niektóre gatunki przetrwały aż do wczesnej jury.
Zamieszkiwane obszary:
- Europa (Plateozaur), (Sellozaur)
- Azja – Chiny (Lufengozaur)
- Afryka (Masospondyl)
- Ameryka Południowa (Koloradizaur)

## Opis
Średniej wielkości roślinożercy. Zazwyczaj czworonożne, posiadające możliwość podnoszenia się na tylne nogi w razie zagrożenia lub po to, by dosięgnąć wyżej rosnących części roślin, np. liści drzew.

## Rodzaje
Rodzaje zazwyczaj zaliczane do tej rodziny:
- plateozaur
- sellozaur
- unajzaur

Rodzaje nieraz wyłączane do osobnej rodziny masospondyli:
- dzingszanozaur
- koloradizaur
- lufengozaur
- masospondyl

Rodzaje o niepewnej klasyfikacji:
- muszaur
- junnanozaur